# Alfred Merle Norman
Alfred Merle Norman (Exeter, 29 de agosto de 1831 – Berkhamsted, 26 de outubro de 1918) foi um clérigo e naturalista inglês.
Recebeu a Medalha Linneana de 1906.